# 不一樣的美男子
《不一樣的美男子》，共2季，是一部中國大陸爱情科幻懸疑偶像剧。講述關於年輕人間的友情和愛情，不过加入了一些新元素，如悬疑和超能力等。本劇由湖南卫视和北京春秋风云影视策划有限公司聯合出品，台灣導演丁仰国和沈怡執導，並由张翰和吳映潔（鬼鬼）主演。

第二季海報

第1季於2014年5月17日在廈門正式開機拍攝，因本剧是以栏目剧的形式来操作，使得本剧可以边写边拍邊播。並採用電影、電視劇套拍模式，7月26日殺青，2014年6月29日登陆湖南卫视《青春星期天》，每周日晚22:00倾情呈现，芒果TV全网同步独播。第二季于2016年10月至12月拍攝，2017年3月13日起在湖南卫视青春进行时剧场播出，同时该剧是青春进行时首次芒果TV先网后台剧。

## 劇情概要

### 第1季
富二代高远树（张 翰  飾）在游艇上向相恋7年的女友童雨晨（吳映潔(鬼鬼) 飾）求婚，在求婚过程中遇上事故并因此和其他朋友在大爆炸中身受重伤。他们被救活后身上都拥有不同的超能力。高远树换心后可以控制一切金属物体带有巨大磁场；何小歉（范世琦 饰）烧伤后植皮拥有读心术；安逸飞（张云龙 饰 ）角膜受伤后换眼睛能预见未来等等，并因此而发生了一连串事件......所有人的命运都发生了翻天覆地变化。

### 第2季
双胞胎姐妹初夏（阚清子饰）和萧瑾（阚清子饰），因意外而重逢，却阴差阳错的爱上了同一个男生关昊（张云龙饰），在历经重重磨难和生死考验后，代表正义的妹妹初夏带着友情和爱情走向一段别样历程，和爱人携手抗争命运，最终过上幸福的生活。 展现了年轻人对美好爱情的追求和坚守，以及对生活积极向上的追求与热爱。

## 演員

### 第1季
| 演員              | 角色         | 簡介 |
| 张 翰             | 高远树       | 電磁控制者、房地產商富二代、童雨晨的男朋友 浪漫，深愛童雨晨，向童雨晨求婚卻發生意外，手術後被換上吳教授的心臟而擁有超能力，能釋放出強大電磁力，使物體懸浮或瞬間擊碎。 |
| 吳映潔 （鬼鬼）   | 童雨晨       | 治癒充電寶、王牌記者 、高远树的女朋友 親生母親:吳帆 親生父親:越秋野 名義上的母親:馮嵐，事业心重，理性的性格。擁有鮮血能讓生物恢復活力的能力，是持超能力的眾人的關鍵人物。 |
| 纪亚文 童年:欧文  | 燕超尘       | 思维控制者、X1药物研制公司的总裁 有着冷峻高挑的外形，中美混合的血统，小時候被吳教授收養。随着高远树与童雨晨的情感出现感情隔阂，而此时他也爱上了童雨晨。 |
| 张云龙            | 安逸飞       | 预知畫師、 高远树 何小歉 葉江帆的好朋友、自由職業 性格睿智冷静，有着强大的运动和藝術天分。因一次意外被換上吳教授的視網膜而能预测未来，通過繪畫把浮現在腦海的未來畫面畫出。喜欢童雨晨，默默守護她，願意为了童雨晨付出一切。 |
| 范世琦            | 何小歉       | 读心之术、 高远树 安逸飞 葉江帆的好朋友、藝人演員、赵小琪的男朋友 顽皮可爱的性格是朋友中的開心果，非常注意自己的外貌。因一次意外被換上吳教授部分的皮膚而擁有超能力，有無痛症，能聽見別人的心裏話。这也让他和小琪之间的感情产生了危机。 |
| 方逸伦            | 叶江帆       | 快速癒合异能行者、 高远树 安逸飞 何小歉的好朋友、美国风投公司的中国代表 有着清秀冷静的面容，他是电脑天才更是运动达人。被雨晨误杀后突然起死回生，因體內有雨晨和遠樹的血液而擁有超能力。在小琪和小歉的感情发生变化时慢慢展现出对小琪的感情。                                                                                                |
| 路 晨 童年:邹黄伊 | 李 伊        | 電磁控制者、生物科学家 她是研究所重要研究人员。与燕超尘被吳教授收養並从小一起长大，因拥有吴教授妹妹的心脏使她的超能力能利用強大電磁力控制身邊物體，她的磁场正好与高远树相反，异性相吸，因此在高远树每次遭到超能力的反噬时，只要她握住高远树的手，高远树就能恢复正常。两人之间也因此闹出了很多暧昧，并引起了童雨晨的误会。对高远树有好感。 |
| 易易紫            | 赵小琪       | 何小歉的经纪人兼女朋友、童雨晨的闺蜜 是童雨晨圈子當中唯一沒有超能力的平凡人，在意外中僅受輕傷。與何小歉是歡喜冤家。 |
| 魏 璐             | 邵菲         | 神秘冷酷的女杀手，喜歡燕超塵 |
| 方晓莉            | 冯岚         | 名義上童雨晨的母亲，其實是答應童雨晨的親生母親吳帆他死後收養童雨晨，並且得知如果有人問童雨晨的身份時就代表童雨晨有危險了 |
| 张雅萌            | 项欣澄       | 高远树的母亲 |
| 林 炜             | 高明辉       | 高远树的父亲 |
| 郭子千            | 木子         | 高远树的表妹 |
| 张复健            | 越秋野       | 邵菲的叔叔、神秘人、童雨晨的父親 |
| 黎明明            | 阿明         | 童雨晨的同事 |
| 王聃葳            | 小张         | 李伊研究所的助手 |
| 李世鹏            | 演藝公司经理 | 何小歉和赵小琪的上司 |
| 大牌哥            | 吴天铭       | 研究X1的吴教授、童雨晨的舅舅 |
| 孙雪岩            |              | 假吴教授、曾和何小歉演過武打戲 |
| 曹華恩 （Grace）  | 童雨晨(幼時) | 雨晨小時候曾被狗咬傷，與她擁有超能力有關(第5集) |

### 第2季
| 演員   | 角色      | 簡介 |
| 闞清子 | 蕭瑾/初夏 | 初夏是蕭瑾的孿生妹妹，但卻因為先天缺陷一直無法長大，被存放於海底長眠。但在蕭瑾受傷後，被能量石喚醒並迅速長大，被注入蕭瑾的記憶，但因某種原因而失憶。 蕭瑾是初夏的孿生姐姐，擁有掠奪的特殊能力，可以掠奪其他特殊能力者的能力，受傷後將妹妹初夏喚醒，妄圖利用初夏來拯救自己，並讓初夏成為自己惡行的替罪羊。達到目的後，認為初夏已經沒有了任何價值，欲殺死初夏，將初夏的生活取而代之。 |
| 张云龙 | 关昊      | 曾经是一名赛车手，现在是一名专车司机，三年前家里父亲出事，他为了有更多时间照顾父亲，无奈之下解散了车队，做起了代驾，他拥有自己意识不到的超能力，是掠奪者的天敵，分配者。三年後意外救了初夏，在相处过程中发生了不同的情感纠葛。 |
| 陈奕   | 林溪源    | 他是一个可以为兄弟两肋插刀，为情义而活的人，他为了给兄弟报仇一直背负着仇恨，追杀萧瑾，起初以为初夏就是萧瑾，在这过程中爱上初夏，他才知道什么是温暖和幸福，性格也从冷酷慢慢变得温柔、暖心。最后被卢焕泰杀死和萧瑾夺走了能力。 |
| 蒋羽熙 | 卢雪寒    | 卢焕泰的女儿，隐身特殊能力者，为了多年未见的梦中情人林溪源而回国，却在自己心仪的林溪源和追求自己的田小凯中，她陷入了感情的举棋不定中，最后答应小凯的求婚。 |
| 崔紹涵 | 田小凱    | 關昊的好朋友，一個對待感情十分執著的男生，在機場對盧雪寒一見鍾情後，為了追求真愛使出了渾身解數地討盧雪寒芳心，除了吃飯睡覺就是想盧雪寒。跟雪寒求婚成功。 |
| 谢彬彬 | 安逸飞    | 酒吧老板，拥有可以在梦中预知未来、生死的特殊能力。经常帮助关昊、初夏以及身边的朋友化解危机，躲避灾难。每次语言梦之后他都会积极奔走寻找化解之道。最后，为了救助朋友而舍弃生命。 |
| 方逸倫 | 葉江帆    | 他不僅是個電腦高手，記憶力也驚人，監控、報警器、制藥、解鎖、更改裝置更是統統不在話下。他另辟蹊徑，做起了酒吧老闆，並運用自己的特殊能力，幫助關昊等人一起對抗反面勢力。 |
| 白威   | 坤度      | 卢焕泰的手下，忠心耿耿，喜欢卢雪寒。他也是所有特殊能力者中的最强者，像哥哥一样保护他们，变身护花使者，于危难时挺身而出，对雪寒隐忍、坚守、甘愿付出一切乃至生命最终，最后为保护雪寒在顶楼与卢焕泰一起跳下去而死。 |
| 湯鎮宗 | 越秋野    | 首次被盧煥泰救後被關了，最後吃了尹先生的假能量石而死。 |
| 鄭家榆 | 唐大姐    | 關昊的傭人，也是一家人。 |
| 張佩華 | 盧煥泰    | 盧雪寒的爸爸，想毀滅全世界的特殊能力者的壞人，最終在頂樓被坤度一起跳下去而死。 |
| 劉泊瀟 | 游達      | 身份神秘的超強能力者，多年前逃到蝴蝶谷。 |
| 刘锦儿 | 莫小琦    | 熱愛慈善公益，照顧老人。初夏的小琦姐，是初夏紓醒後，在慈善養老院當志工，成為了唯一的好朋友。 |

## 電視劇歌曲

### 第1季
| 曲別   | 歌名             | 演唱者   | 作詞   | 作曲   | 備註 |
| 片頭曲 |                  |          |        |        |      |
| 片尾曲 | 多一個人陪伴     | 東來東往 | 康梓峰 | 康梓峰 |      |
| 插曲   | 離開你的分分秒秒 | 雷諾兒   | 海雷   | 雷諾兒 |      |
| 插曲   | 明明是真的       | 孫明     | 王海濤 | J-TRAX |      |
| 插曲   | 越痛越想你       | 雷諾兒   | 海雷   | 雷諾兒 |      |
| 插曲   | 其实很想你       | 王聃葳   | 趙曄   | 趙曄   |      |

第二季

歌曲            作詞     作曲
不一樣的美男子    林喬     金大洲
時差            小峰峰
簡單的溫熱       尤起勝

## 收視率

### 第1季(全國網)
| 播映日期      | 集數  | 單元     | 收視率 | 收視份額 | 全国同时段排名 | 備註       |
| ------------- | ----- | -------- | ------ | -------- | -------------- | ---------- |
| 2014年6月29日 | 1-2   | 超能觉醒 | 1.05   | 6.57     | 1              |            |
| 2014年7月6日  | 3-4   | 未知边缘 | 1.00   | 6.11     | 1              |            |
| 2014年7月13日 | 5-6   | 致命预言 | 1.30   | 7.73     | 1              |            |
| 2014年7月20日 | 7-8   | 命运之手 | 1.13   | 7.13     | 1              |            |
| 2014年7月27日 | 9-10  | 痛苦抉择 | 1.04   | 6.64     | 1              |            |
| 2014年8月3日  | 11-12 | 危机四伏 | 1.12   | 7.13     | 1              |            |
| 2014年8月10日 | 13-14 | 黑暗之中 |        |          |                |            |
| 2014年8月17日 | 15-16 | 我是谁   | 1.17   | 7.86     | 1              |            |
| 2014年8月24日 | 17-18 | 蛻變     | 1.16   | 7.70     | 1              |            |
| 2014年8月31日 | 19-20 | 大结局   | 0.75   | 5.63     |                |            |
| 平均收視      |       |          | ----   | ---      |                | 按每集計算 |

- 數據由全国測量儀提供。

### 第2季
| 中国 湖南卫视 首播收视率 |               |             |             |             |           |           |           |      |
| 集數                     | 播出日期      | CSM52城市网 | CSM52城市网 | CSM52城市网 | CSM全国网 | CSM全国网 | CSM全国网 | 備註 |
| 集數                     | 播出日期      | 收視率      | 收視份額    | 排名        | 收視率    | 收視份額  | 排名      | 備註 |
| 1-2                      | 2017年3月13日 | 0.397       | 2.697       | 14          | 0.56      | 4.87      | 7         |      |
| 3-4                      | 2017年3月14日 | 0.446       | 2.899       | 16          | 0.55      | 4.51      | 7         |      |
| 5-6                      | 2017年3月15日 | 0.404       | 2.603       | 13          | 0.53      | 4.41      | 7         |      |
| 7-8                      | 2017年3月20日 | 0.413       | 2.727       | 15          | 0.58      | 4.77      | 7         |      |
| 9-10                     | 2017年3月21日 | 0.42        | 2.73        | 13          | 0.48      | 3.98      | 9         |      |
| 11-12                    | 2017年3月22日 | 0.369       | 2.441       | 14          | 0.62      | 4.99      | 5         |      |
| 13-14                    | 2017年3月27日 | 0.405       | 2.652       | 17          | 0.59      | 4.49      | 9         |      |
| 15-16                    | 2017年3月28日 | 0.414       | 2.647       | 17          | 0.57      | 4.64      | 8         |      |
| 17-18                    | 2017年3月29日 | 0.422       | 2.785       | 15          | 0.57      | 4.76      | 8         |      |
| 19-20                    | 2017年4月3日  | 0.427       | 2.471       | 11          | 0.65      | 4.49      | 5         |      |
| 21-22                    | 2017年4月4日  | 0.374       | 2.366       | 13          | 0.48      | 3.97      | 7         |      |
| 23-24                    | 2017年4月5日  | 0.388       | 2.426       | 14          | 0.48      | 3.93      | 8         |      |
| 25-26                    | 2017年4月10日 | 0.412       | 2.751       | 14          | 0.46      | 3.87      | 9         |      |
| 27-28                    | 2017年4月11日 | 0.391       | 2.579       | 13          | 0.39      | 3.31      | 11        |      |
| 29-30                    | 2017年4月12日 | 0.433       | 2.83        | 12          | 0.44      | 3.81      | 12        |      |
| 全劇平均                 | 全劇平均      | 0.408       | 2.64        | 不適用      |           |           | 不適用    |      |

1. 同时段或交叉时段主要节目：
  - 东方：《射鵰英雄傳》
  - 安徽、北京：《大唐荣耀2》
2. 数据由广视索福瑞提供，调查范围为四岁以上之观众。
3. 以上收视排名包括央视在内。
4. 资料来源：TV未知数、卫视这些事儿、青春剧透社

## 宣傳活動
| 播出時間      | 活動           | 出席演員               |
| ------------- | -------------- | ---------------------- |
| 2014年8月16日 | 《我们都爱笑》 | 吴映洁、范世琦、张云龙 |

## 外部連結
- 《不一样的美男子》的新浪微博
- 《不一样的美男子》观剧报告 网易娱乐中心（页面存档备份，存于）

## 电视节目的变迁
| 中国 湖南卫视 青春星期天 每周日 22:00-24:00 | 中国 湖南卫视 青春星期天 每周日 22:00-24:00     | 中国 湖南卫视 青春星期天 每周日 22:00-24:00 |
| ------------------------------------------- | ----------------------------------------------- | ------------------------------------------- |
|                                             | 不一樣的美男子 （2014年6月29日－2014年8月31日） |                                             |
| 懂小姐 （2014年6月15日－2014年6月22日）     | 美人製造 （2014年9月7日－2014年12月21日）       |                                             |

| 中国大陆 湖南卫视 青春进行时 周一至周三22:00 - 24:00 | 中国大陆 湖南卫视 青春进行时 周一至周三22:00 - 24:00 | 中国大陆 湖南卫视 青春进行时 周一至周三22:00 - 24:00 |
| ---------------------------------------------------- | ---------------------------------------------------- | ---------------------------------------------------- |
|                                                      | 不一样的美男子2 （2017年3月13日－2017年4月12日）     |                                                      |
| 那片星空那片海 （2017年2月6日－2017年3月8日）        | 择天记 （2017年4月17日－2017年6月1日）               |                                                      |